# Wołoszyn (Hohe Tatra)
Der Wołoszyn ist ein Bergmassiv in der polnischen Hohen Tatra in der Woiwodschaft Kleinpolen und Gemeinde Bukowina Tatrzańska mit einer Maximalhöhe von 2155 m n.p.m. im Wielki Wołoszyn.

## Lage und Umgebung
Unterhalb des Massivs liegen die Täler Dolina Roztoki, Dolina Waksmundzka und Dolina Białki. Das Massiv grenzt über den Bergpass Krzyżne an das Massiv der Koszysta im Westen und an das Massiv der Buczynowe Turnie im Süden.
Der Kamm des Massivs verläuft vom Bergpass Krzyżne zur Alm Palenica Białczańska wie folgt:
- Gipfel Mały Wołoszyn – 2144 m ü.N.N.
- Bergpass Wołoszyńska Szczerbina – 2141 m ü.N.N.
- Gipfel Wielki Wołoszyn – 2151 m ü.N.N.
- Bergpass Wyżnia Wołoszyńska Przełęcz – 2061 m ü.N.N.
- Gipfel Pośredni Wołoszyn – 2117 m ü.N.N.
- Bergpass Niżnia Wołoszyńska Przełęcz – 2036 m ü.N.N.
- Gipfel Skrajny Wołoszyn – 2092 m ü.N.N.
- Gipfel Wierch nad Zagonnym Żlebem – 2037 m ü.N.N. mit Abzweigung zum Gipfel Turnia nad Szczotami (1741 m ü.N.N.) und Roztocka Turniczka (1536 m ü.N.N.)
- Bergpass Karbik – 1989 m ü.N.N.
- Gipfel Turnia nad Dziadem – 1901 m ü.N.N.

Die Hänge des Wołoszyn sind bis zu 700 Meter hoch. Sie sind extrem lawinengefährdet. In ihnen befinden sich mehrere Höhlen, u. a. Jaskinia Wołoszyńska Niżnia, Jaskinia Wołoszyńska Wyżnia, Dziura nad Nową Roztoką und Dziura nad Roztoką. Die Höhlen dienen Bären als Winterlagerstätte.

## Etymologie
Der Name Wołoszyn lässt sich auf das polnische Wort Wołosi zurückführen, das Walachen bedeutet. Als der polnische König Władysław IV. Wasa 1637 das Gebiet an Hirten aus dem Gebiet Podhale vermachte, wurde das Massiv bereits so genannt. Die Walachen kamen bereits im Mittelalter in das Gebiet der Tatra. Eine Alternativbezeichnung im deutschen war Wolossyn.

## Flora und Fauna
Die Waldgrenze liegt bei 1600 Höhenmeter. Auf dem Wołoszyn wächst der höchstgelegene Baum Polens auf 2020 Höhenmeter. Der Wołoszyn ist Rückzugsgebiet für Bären, Gämsen und Murmeltiere. Bereits seit 1936 stellt er ein streng geschütztes Naturreservat dar und ist damit länger geschützt als der Tatra-Nationalpark, der erst 1954 gegründet wurde.

## Tourismus
Der Kamm des Wołoszyn war von 1903 bis 1932 Teil des Höhenwegs Orla Perć. Der Abschnitt vom Bergpass Krzyżne bis zur Alm Polana pod Wołoszynem wurde jedoch 1932 geschlossen. Das Gebiet stellt seither ein striktes Naturreservat dar. Es ist für Wanderer nicht zugänglich.

## Kultur
Um den Wołoszyn ranken sich zahlreiche Sagen der Góralen. So soll er ein schlafender Drache sein, der mit dem slawischen Gott Veles in Verbindung steht. In seinen Hängen sollen Schätze verborgen sein und seine Höhlen sollen Räubern als Zufluchtsort gedient haben.

## Belege
- Zofia Radwańska-Paryska, Witold Henryk Paryski: Wielka encyklopedia tatrzańska. Wyd. Górskie, Poronin 2004, ISBN 83-7104-009-1.
- Tatry Wysokie słowackie i polskie. Mapa turystyczna 1:25.000, Polkart, Warszawa 2005/06, ISBN 83-87873-26-8.

## Panorama

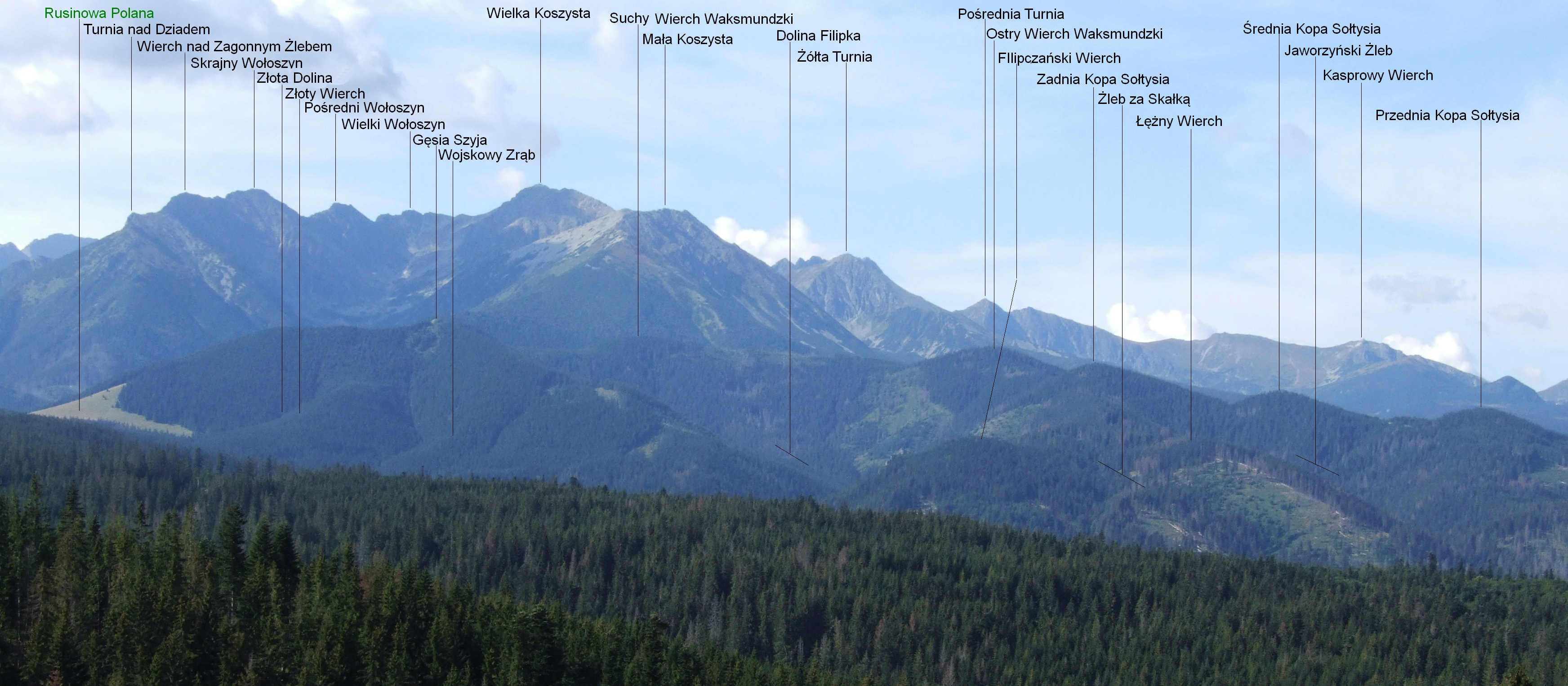
Panorama von der Alm Polana Głodówka, das Massiv des Wołoszyn befindet sich links